# Ludvig Falkman (1876–1954)
Patrik Ludvig Teodor Falkman, född 13 mars 1876 i Stockholm, död 10 juni 1954, var en svensk militär.

## Biografi
Ludvig Falkman var son till översten Johan Ludvig August Falkman. Han blev underlöjtnant vid Livregementet till fot 1896, löjtnant där 1900 och kapten där 1910. Falkman genomgick Krigshögskolan 1900–1902, var aspirant i Generalstaben 1903–1905 och därefter generalstabsofficer till 1913. Efter vederbörlig trupptjänstgöring blev han major vid Generalstaben 1916 och överstelöjtnant där 1918. År 1920 blev Falkman överstelöjtnant vid Vaxholms grenadjärregemente, 1921 överstelöjtnant vid Svea livgarde och 1923  överste och chef för Andra livgrenadjärregementet och från 1928 för Livgrenadjärregementet då de båda grenadjärregementena slogs samman. Han kvarstod på befattningen till 1933 då han blev brigadchef i Södra armefördelningen. Han befordrades 1934 till generalmajor i armén och tog 1937 avsked ur aktiv tjänst. Falkman var 1916–1920 stabschef vid Fjärde arméfördelningen. Han var i tysk krigstjänst 1913, deltog i den svenska studiekommissionen vid tyska västfronten 1918 och bedrev militära studier och övervarade fälttjänstövningar i tyska, brittiska, nederländska, estniska, finska, lettiska och litauiska arméerna. Falkman utgav Handbok rörande svenska arméns officerare (1910) och Norska armén (1913). Han  blev riddare av Svärdsorden 1917, kommendör av andra klassen av samma orden 1926 och kommendör av första klassen 1929. Falkman är begravd på Norra begravningsplatsen utanför Stockholm.